# Andrea Vinai
Pour les articles homonymes, voir Vinai.
Andrea Vinai, né en 1824 à Pianvignale près de Mondovì dans le Piémont et mort en 1893, est un peintre italien.

## Biographie
Comme un jeune garçon, il a fait son apprentissage à Coni, sous la direction du peintre Pastore, puis s'est rendu à Rome, où il a fréquenté  l'Académie de San Luca, gagnant une bourse jusqu'en 1848. Il quitta Rome pour participer aux guerres d'indépendance italienne et fut blessé dans la bataille de Cornuda à Trévise. Pour cet effort, il a reçu une médaille de bravoure militaire, et est monté au niveau de capitaine. Après la guerre, il retourne au Piémont, où il peint principalement des sujets religieux. Par exemple, dans la cathédrale de Mondovi, il peint :
- au presbytère : Couronnement de la Vierge et de quatre prophètes ;
- au plafond de San Grato: San Francesco di Sales ;
- à la chapelle de San Giuseppe ;
- à la chapelle de San Biagio ;
- à la deuxième chapelle à gauche : Cena Domini.

Il peint aussi dans les cathédrales de Saluces et de Ceva; et dans les églises de  Carassone, Pallare, Nole, Sommariva Perno, Boves, Carrù, Santa Vittoria d'Alba, Madonna dell'Olmo, Peveragno, Trinità, Garessio et Coni. Il a réalisé de nombreux tableaux religieux à Coni, Mondovi, Novare, Alexandrie, Chiusa di Pesio dans la Valle Pesio, et Casale Monferrato. En 1846 pour le crématorium de Turin, il compléta un portrait du roi et de Pie IX, en 1846. Vinai a enseigné l'art dans les écoles publiques
.